# کلیپسوو (کارولینای شمالی)
کلیپسوو (به انگلیسی: Calypso) شهری در ایالت کارولینای شمالی کشور ایالات متحده آمریکا است که جمعیت آن در سرشماری سال ۲۰۱۰ میلادی، ۵۳۸ نفر بوده‌است.